# Thyropisthus foliaceus
Thyropisthus foliaceus är en mångfotingart som beskrevs av Demange 1961. Thyropisthus foliaceus ingår i släktet Thyropisthus och familjen Harpagophoridae. Inga underarter finns listade i Catalogue of Life.